# Лимний Сирийский
Лимни́й, или Лимне́й (др.-греч. Λιμναῖος; лат. Limnaeus; IV век — V век) — христианский подвижник, сирийский пустынник, преподобный.
Сведения о жизни Лимния сообщает Феодорит Кирский в 22-й главе книги «История боголюбцев», лично знавший его. Будучи молодым человеком, Лимний выбрал монашество и пришёл к Фалассию, жившему на холме с названием — Тиллима (др.-греч. Τιλλίμα), здесь он стал его учеником. Лимний взял правило всегда молчать и прожил долгое время, ни с кем ни о чём не разговаривая. Лимний долго жил с Фалассием и многому от него научился, а впоследствии перешёл как ученик к Марону. Он пришёл к Марону в одно и то же время с Иаковом. Прожив некоторое время с Мароном, Лимней поселился на вершине горы, находящейся неподалеку от селения, называемого Таргалла (др.-греч. Τάργαλλαν). В этом месте он жил под открытом небом в постах и молитвах. От внешнего мира Лимния ограждала одна голая стена, камни которой не были связаны между собою глиной. В стене была сделана небольшая дверь, которая была постоянно замазана грязью. Дверь была постоянно закрыта; но лишь когда Феодорит приходил, то Лимней открывал её. Многие люди собирались с разных мест, когда узнавали, что Феодорит хочет навестить Лимния, желая вместе с епископом войти к подвижнику. Со всеми остальными людьми, приходящими к нему в другое время, Лимний разговаривал через небольшое отверстие в стене и преподавал им благословение, благодаря которому многие получали здоровье. Призывая имя Спасителя, Лимний исцелял болезни, и изгонял бесов, и, подобно апостолам, совершал другие чудотворения. Феодорит описывает два случая из жизни подвижника. В первом случае он заболел болезнью — колики. Он испытал страшные мучения, но не стал пользоваться помощью врачей, не лёг в постель, а получил исцеление и облегчение не от лекарств или от пищи. Сидя на доске, положенной на земле, Лимний исцелился одной силой молитвы и крестного знамения. Во втором случае Лимния укусила гадюка. Силою веры — крестным знамением, молитвой и призыванием имени Божия Лимний получил исцеление. Лимний собрал около себя много слепых и нищих и устроил для них на восточной и западной стороне горы приюты, он велел им жить здесь, славословя Бога. Необходимую для слепых и нищих пищу приказал доставлять тем, которые приходили к нему. Собранные подвижником люди постоянно славословили Бога. Ко времени написания книги «История боголюбцев» (444 или 445 год) Лимний жил под открытым небом в посте и молитве 38 лет.
Память Лимния совершается в один день с Фалассием. До XVIII века в Прологе на церковнославянском языке описание жизней Фалассия и Лимния помещено в одной главе, оно является пересказом 22-й главы книги Феодорита «История боголюбцев». Это описание, как и у Феодорита, состоит из двух частей. В каждой из частей отдельно рассказывается о каждом из них. То же самое сделано в книге Acta Sanctorum. Димитрий Ростовский в книге «Четьи Минеи (Жития святых)» исключил имя Лимния, а все события из жизни Фалассия и из жизни Лимния поместил как события жизни Фалассия. Таким образом, он составил одно смешанное житие.